# 1 (album B1A4)
1 – pierwszy japoński album studyjny południowokoreańskiej grupy B1A4, wydany 24 października 2012 roku. Został wydany w trzech wersjach: regularnej i dwóch limitowanych.
Album był promowany przez dwa wcześniej wydane single: Beautiful Target i Oyasumi good night. Album osiągnął 5 pozycję w rankingu Oricon i pozostał na liście przez 5 tygodni, sprzedał się w nakładzie 23 776 egzemplarzy.

## Lista utworów
| CD           |                                                                                                  |                                                                               |                                                                               |      |
| Nr           | Tytuł                                                                                            | Słowa                                                                         | Muzyka                                                                        | Czas |
| 1.           | „Beautiful Lie”                                                                                  | Goro Matsui, Baro (Rap making)                                                | Jinyoung                                                                      | 3:34 |
| 2.           | „Oyasumi good night” (jap. おやすみ good night) (Japanese ver.)                                  | Jinyoung, Baro, MEG.ME (słowa jap.)                                           | Jinyoung, Baro                                                                | 3:21 |
| 3.           | „Empty Mind”                                                                                     | Takafumi Fujino, Steven Lee                                                   | Steven Lee                                                                    | 3:43 |
| 4.           | „Warui koto bakari manande” (jap. 悪いことばかり学んで; Only Learned Bad Things) (Japanese ver.) | Wheesung, Goro Matsui (słowa jap.), Baro (Rap making)                         | Lim Sang-hyuk, Jeon Da-woon, Lee Sang-ho                                      | 3:44 |
| 5.           | „Tipping point”                                                                                  | Goro Matsui                                                                   | Huba Kelemen, Jack David Elliott, Joleen Belle                                | 3:40 |
| 6.           | „Wake me up”                                                                                     | Goro Matsui                                                                   | T-SK, Kim Tesung, Andrew Choi                                                 | 3:32 |
| 7.           | „Only one” (Japanese ver.)                                                                       | Hwang Sung-jin, Goro Matsui (słowa jap.), Baro (Rap making)                   | Lee Ju-hyung, Lee Sang-ho                                                     | 3:36 |
| 8.           | „Beautiful Target” (Japanese ver.)                                                               | CNU, Baro, Urihyeong-gwa Naedongsaeng, Shōko Fujibayashi (słowa jap.)         | Urihyeong-gwa Naedongsaeng                                                    | 3:22 |
| 9.           | „one love”                                                                                       | B & C Factory                                                                 | Tesung Kim, Cha Cha Malone, Casper, No Day                                    | 3:33 |
| 10.          | „O.K” (Japanese ver.) (CD only)                                                                  | Geul Gong-jang, Shōko Fujibayashi (słowa jap.), Baro (Rap making)             | Seo Young-bae                                                                 | 3:33 |
| DVD (lim. A) |                                                                                                  |                                                                               |                                                                               |      |
| Nr           | Tytuł                                                                                            | Tytuł                                                                         | Tytuł                                                                         | Czas |
| 1.           | „Beautiful Lie” (Music Video)                                                                    | „Beautiful Lie” (Music Video)                                                 | „Beautiful Lie” (Music Video)                                                 |      |
| 2.           | „Oyasumi good night” (jap. おやすみ good night) (Japanese ver.) (Music Video)                    | „Oyasumi good night” (jap. おやすみ good night) (Japanese ver.) (Music Video) | „Oyasumi good night” (jap. おやすみ good night) (Japanese ver.) (Music Video) |      |